# Klejwy
Klejwy – wieś w Polsce, położona w województwie podlaskim, w powiecie sejneńskim, w gminie Sejny.
| SIMC    | Nazwa  | Rodzaj    |
| ------- | ------ | --------- |
| 0768110 | Klejwy | osada wsi |

W latach 1975–1998 wieś administracyjnie należała do województwa suwalskiego.
Wieś szlachecka położona była w końcu XVIII wieku  w powiecie grodzieńskim województwa trockiego. Za Królestwa Polskiego istniała wiejska gmina Klejwy.

## Zabytki
Do rejestru zabytków Narodowego Instytutu Dziedzictwa wpisane są następujące obiekty:
- zespół dworski (nr rej.: 339 z 11.03.1983):
  - dwór, mur./drewn., 1910
  - stajnia, koniec XIX w.
  - park, XIX w.